# Tamás Vaskó
Tamás Vaskó (Budapest, 20 febbraio 1984) è un ex calciatore ungherese, di ruolo difensore.

## Caratteristiche tecniche
È un difensore centrale.

## Carriera
Arriva in Irpinia il 22 agosto 2008, in prestito dall'Újpest. Conclude l'esperienza italiana con la retrocessione dell'Avellino. Rientra a fine stagione nell'Újpest.

## Statistiche

### Presenze e reti nei club
Statistiche aggiornate al 2 maggio 2017.
| Stagione                | Squadra                 | Campionato              | Campionato | Campionato | Coppe nazionali | Coppe nazionali | Coppe nazionali | Coppe continentali | Coppe continentali | Coppe continentali | Altre coppe | Altre coppe | Altre coppe | Totale | Totale |
| Stagione                | Squadra                 | Comp                    | Pres       | Reti       | Comp            | Pres            | Reti            | Comp               | Pres               | Reti               | Comp        | Pres        | Reti        | Pres   | Reti   |
| ----------------------- | ----------------------- | ----------------------- | ---------- | ---------- | --------------- | --------------- | --------------- | ------------------ | ------------------ | ------------------ | ----------- | ----------- | ----------- | ------ | ------ |
| 2003-2004               | Újpest                  | NBI                     | 2          | 0          | MK              | -               | -               | -                  | -                  | -                  | -           | -           | -           | 2      | 0      |
| 2004-2005               | Tatabánya               | NBII                    | 22         | 3          | MK              | 1               | 0               | -                  | -                  | -                  | -           | -           | -           | 23     | 3      |
| 2005-2006               | Újpest                  | NBI                     | 15         | 2          | MK              | 0               | 0               | -                  | -                  | -                  | -           | -           | -           | 15     | 2      |
| 2006-2007               | Újpest                  | NBI                     | 27         | 3          | MK              | 5               | 1               | CU                 | 2                  | 0                  | -           | -           | -           | 34     | 4      |
| lug.-ago. 2007          | Újpest                  | NBI                     | 1          | 0          | MK+MLK          | -               | -               | -                  | -                  | -                  | -           | -           | -           | 1      | 0      |
| ago. 2007-2008          | Bristol City            | FLC                     | 19         | 1          | FACup+CdL       | 1+1             | 0+0             | -                  | -                  | -                  | -           | -           | -           | 21     | 1      |
| lug.-ago. 2008          | Újpest                  | NBI                     | 5          | 1          | MK+MLK          | -               | -               | -                  | -                  | -                  | -           | -           | -           | 5      | 1      |
| ago. 2008-2009          | Avellino                | B                       | 30         | 2          | CI              | 0               | 0               |                    | -                  | -                  |             | -           | -           | 30     | 2      |
| 2009-2010               | Újpest                  | NBI                     | 17         | 1          | MK+MLK          | 6+2             | 1+0             | UEL                | 2                  | 1                  | -           | -           | -           | 27     | 3      |
| Totale Újpest           | Totale Újpest           | Totale Újpest           | 67         | 7          |                 | 13              | 2               |                    | 4                  | 1                  |             | -           | -           | 84     | 10     |
| 2010-2011               | Videoton                | NBI                     | 26         | 0          | MK+MLK          | 7+2             | 1+0             | UEL                | 0                  | 0                  | MS          | 0           | 0           | 35     | 1      |
| 2011-2012               | Videoton                | NBI                     | 16         | 1          | MK+MLK          | 3+8             | 0+1             | UCL                | 0                  | 0                  | MS          | 1           | 0           | 28     | 2      |
| lug.-ago. 2012          | Videoton                | NBI                     | 1          | 0          | MK+MLK          | -               | -               | UEL                | -                  | -                  | MS          | -           | -           | 1      | 0      |
| Totale Videoton         | Totale Videoton         | Totale Videoton         | 43         | 1          |                 | 20              | 2               |                    | 0                  | 0                  |             | 1           | 0           | 64     | 3      |
| ago. 2012-2013          | Kecskemét               | NBI                     | 26         | 1          | MK+MLK          | 1+4             | -+0             | -                  | -                  | -                  | -           | -           | -           | 31     | 1      |
| nov. 2013-gen. 2014     | Mezőkövesd              | NBI                     | 3          | 0          | MK+MLK          | -+2             | -+2             | -                  | -                  | -                  | -           | -           | -           | 5      | 2      |
| gen.-giu. 2014          | Puskás Akadémia         | NBI                     | 4          | 0          | MK+MKL          | -+1             | -+0             | -                  | -                  | -                  | -           | -           | -           | 5      | 0      |
| feb.-giu 2015           | Dunaújváros PASE        | NBI                     | 9          | 0          | MK+MLK          | -               | -               | -                  | -                  | -                  | -           | -           | -           | 9      | 0      |
| lug.-ago. 2015          | Dunaújváros PASE        | NBII                    | 4          | 1          | MK              | 0               | 0               | -                  | -                  | -                  | -           | -           | -           | 15     | 3      |
| Totale Dunaújváros PASE | Totale Dunaújváros PASE | Totale Dunaújváros PASE | 13         | 1          |                 | 0               | 0               |                    | -                  | -                  |             | -           | -           | 13     | 1      |
| ago. 2015-2016          | Békéscsaba              | NBI                     | 22         | 3          | MK              | 6               | 0               | -                  | -                  | -                  | -           | -           | -           | 28     | 3      |
| 2016-2017               | Vasas                   | NBI                     | 20         | 5          | MK              | 6               | 1               |                    | -                  | -                  | -           | -           | -           | 26     | 6      |
| Totale carriera         | Totale carriera         | Totale carriera         | 269        | 24         |                 | 56              | 7               |                    | 4                  | 1                  |             | 1           | 0           | 330    | 32     |

### Cronologia presenze e reti in nazionale
| Cronologia completa delle presenze e delle reti in nazionale ― Ungheria | Cronologia completa delle presenze e delle reti in nazionale ― Ungheria | Cronologia completa delle presenze e delle reti in nazionale ― Ungheria | Cronologia completa delle presenze e delle reti in nazionale ― Ungheria | Cronologia completa delle presenze e delle reti in nazionale ― Ungheria | Cronologia completa delle presenze e delle reti in nazionale ― Ungheria | Cronologia completa delle presenze e delle reti in nazionale ― Ungheria | Cronologia completa delle presenze e delle reti in nazionale ― Ungheria |
| Data                                                                    | Città                                                                   | In casa                                                                 | Risultato                                                               | Ospiti                                                                  | Competizione                                                            | Reti                                                                    | Note                                                                    |
| ----------------------------------------------------------------------- | ----------------------------------------------------------------------- | ----------------------------------------------------------------------- | ----------------------------------------------------------------------- | ----------------------------------------------------------------------- | ----------------------------------------------------------------------- | ----------------------------------------------------------------------- | ----------------------------------------------------------------------- |
| 7-2-2007                                                                | Limassol                                                                | Lettonia                                                                | 0 – 2                                                                   | Ungheria                                                                | Amichevole                                                              | -                                                                       |                                                                         |
| 24-3-2007                                                               | Podgorica                                                               | Montenegro                                                              | 2 – 1                                                                   | Ungheria                                                                | Amichevole                                                              | -                                                                       | 63’                                                                     |
| 28-3-2007                                                               | Budapest                                                                | Ungheria                                                                | 2 – 0                                                                   | Moldavia                                                                | Qual. Euro 2008                                                         | -                                                                       | 36’                                                                     |
| 22-8-2007                                                               | Budapest                                                                | Ungheria                                                                | 3 – 1                                                                   | Italia                                                                  | Amichevole                                                              | -                                                                       |                                                                         |
| 8-9-2007                                                                | Székesfehérvár                                                          | Ungheria                                                                | 1 – 0                                                                   | Bosnia ed Erzegovina                                                    | Qual. Euro 2008                                                         | -                                                                       | 15’                                                                     |
| 12-9-2007                                                               | Istanbul                                                                | Turchia                                                                 | 3 – 0                                                                   | Ungheria                                                                | Qual. Euro 2008                                                         | -                                                                       |                                                                         |
| 13-10-2007                                                              | Budapest                                                                | Ungheria                                                                | 2 – 0                                                                   | Malta                                                                   | Qual. Euro 2008                                                         | -                                                                       |                                                                         |
| 17-10-2007                                                              | Łódź                                                                    | Polonia                                                                 | 0 – 1                                                                   | Ungheria                                                                | Amichevole                                                              | -                                                                       |                                                                         |
| 17-11-2007                                                              | Chișinău                                                                | Moldavia                                                                | 3 – 0                                                                   | Ungheria                                                                | Qual. Euro 2008                                                         | -                                                                       |                                                                         |
| 21-11-2007                                                              | Budapest                                                                | Ungheria                                                                | 1 – 2                                                                   | Grecia                                                                  | Qual. Euro 2008                                                         | -                                                                       |                                                                         |
| 31-5-2008                                                               | Budapest                                                                | Ungheria                                                                | 1 – 1                                                                   | Croazia                                                                 | Amichevole                                                              | -                                                                       |                                                                         |
| 28-3-2009                                                               | Tirana                                                                  | Albania                                                                 | 0 – 1                                                                   | Ungheria                                                                | Qual. Mondiali 2010                                                     | -                                                                       |                                                                         |
| Totale                                                                  |                                                                         | Presenze                                                                | 12                                                                      |                                                                         | Reti                                                                    | 0                                                                       |                                                                         |

## Palmarès

### Club

#### Competizioni nazionali
- Campionato ungherese: 1

Videoton: 2010-2011